# Olivia Mace
Olivia Mace (* 1984 in Kettering, Northamptonshire, England) ist eine britische Schauspielerin und Synchronsprecherin.

## Leben
Mace wurde in Kettering geboren und wuchs in Schottland und der Grafschaft Somerset auf. Sie besuchte die Italia Conti Academy, wo sie den Bachelor of Fine Arts in Schauspiel erlangte. Anschließend blieb sie in London. Seit ihrem Abschluss arbeitet sie in verschiedenen Theater- und Fernsehproduktionen. Sie trat auf Bühnen des Theatre Peckham, des Creation Theatre, der Tricycle und dem Shakespeare’s Globe auf. 2008 debütierte sie im Kurzfilm How Not to Say I Love You. Anschließend folgten Episodenrollen in The Bill und Doctors. 2015 war sie in insgesamt drei Episoden der Fernsehserie Dominion in der Rolle der Laurel zu sehen. 2016 wirkte sie im Spielfilm Eliminators als eine der Antagonisten mit.
Sie übernimmt gelegentlich Sprechrollen in Videospielen.

## Filmografie
- 2008: How Not to Say I Love You (Kurzfilm)
- 2010: The Bill (Fernsehserie, Episode 26x05)
- 2011–2012: Doctors (Fernsehserie, 2 Episoden, verschiedene Rollen)
- 2015: The Prowler (Kurzfilm)
- 2015: Dominion (Fernsehserie, 3 Episoden)
- 2015: Role Play (Kurzfilm)
- 2016: Eliminators
- 2020: Bruised Sky (Fernsehserie, Episode 1x58)

## Synchronisation
- 2016: Dark Souls III (Videospiel)
- 2017: Lego Marvel Super Heroes 2 (Videospiel)
- 2019: The Feed (Fernsehserie, Episode 1x10)
- 2020: Othercide (Videospiel)